# Liquid Tension Experiment (álbum)
Liquid Tension Experiment es el título homónimo y primer álbum de la banda Liquid Tension Experiment, lanzado el 10 de marzo del 1998 a través del sello Magna Carta Records.

## Lista de canciones
Toda la música compuesta por Liquid Tension Experiment. 
| N.º | Título                                  | Duración |  |
| 1.  | «Paradigm Shift»                        | 8:55     |  |
| 2.  | «Osmosis»                               | 3:26     |  |
| 3.  | «Kindred Spirits»                       | 6:29     |  |
| 4.  | «The Stretch»                           | 2:00     |  |
| 5.  | «Freedom of Speech»                     | 9:19     |  |
| 6.  | «Chris and Kevin's Excellent Adventure» | 2:21     |  |
| 7.  | «State of Grace»                        | 5:01     |  |
| 8.  | «Universal Mind»                        | 7:53     |  |
| 9.  | «Three Minute Warning» (parte 1)        | 8:20     |  |
| 10. | «Three Minute Warning» (parte 2)        | 4:02     |  |
| 11. | «Three Minute Warning» (parte 3)        | 5:18     |  |
| 12. | «Three Minute Warning» (parte 4)        | 4:20     |  |
| 13. | «Three Minute Warning» (parte 5)        | 6:31     |  |

## Integrantes
- John Petrucci – guitarra, productor
- Tony Levin – Chapman Stick, bajo, electric upright bass, producción
- Jordan Rudess – teclado electrónico, producción
- Mike Portnoy – drums, production
- Paul Orofino – engineering
- Kosaku Nakamura – Ingeniero asistente
- Kevin Shirley – Mezclador
- Rich Alvy – Asistente de mezclador
- Leon Zervos – Ingeniero en sonido